# Oliver Koch (Fußballspieler)
Oliver Koch (* 2. Oktober 1963 in Essen) ist ein ehemaliger deutscher Fußballspieler.

## Sportlicher Werdegang
Koch entstammt der Jugend von Schwarz-Weiß Essen. 1983 wechselte der Abwehrspieler innerhalb der Stadt zum Lokalrivalen Rot-Weiss Essen, der seinerzeit in der 2. Bundesliga spielte. Beim abstiegsbedrohten Klub hatte Siegfried Melzig nach Rolf Bock, János Bédl und Burkhard Schacht als vierter Trainer im Verlauf der Spielzeit 1983/84 das Zepter an der Außenlinie übernommen und verhalf dem A-Jugendlichen im April 1984 am 30. Spieltag beim 2:1-Heimerfolg gegen Aufstiegsaspirant Fortuna Köln als Einwechselspieler für Rudolf Müller kurz nach dessen zwischenzeitlicher 2:0-Führung zur defensiven Absicherung zum Profidebüt. Nach einem weiteren Spiel als Einwechselspieler stand er in den letzten drei Ligaspielen in der Startformation, nach einer 2:3-Niederlage am letzten Spieltag beim FC Schalke 04 rutschte der Klub jedoch auf einen Abstiegsplatz und musste in die Oberliga Nordrhein absteigen. Hier etablierte er sich sukzessive unter Trainer Dieter Tartemann als Stammspieler und verpasste nach der Oberligameisterschaft am Ende der Spielzeit 1984/85 erst in der Aufstiegsrunde zur 2. Bundesliga hinter dem VfL Osnabrück und Tennis Borussia Berlin den direkten Wiederaufstieg. Nach erfolgreicher Titelverteidigung in einem engen Duell mit dem BVL 08 Remscheid setzte er sich dieses Mal trotz erheblicher 0:5-Schlappe gegen den VfB Oldenburg zum Auftakt der Aufstiegsrunde als Gruppenzweiter hinter dem FC St. Pauli durch. 
In den folgenden Jahren in der 2. Bundesliga war Koch unter den Trainern Horst Hrubesch, Peter Neururer, Horst Franz, Lothar Buchmann, erneut Siegfried Melzig, Hans-Günter Neues und Hans-Werner Moors jeweils über weite Strecken Stammspieler, als sich der finanziell klamme Traditionsverein zeitweise wieder im deutschen Unterhaus etablierte. Am 31. Spieltag der Spielzeit 1989/90 verletzte er sich im Auswärtsspiel bei Fortuna Köln und wurde in der ersten Halbzeit durch Aaron Biagioli ersetzt. Am letzten Spieltag kam er gegen Hannover 96 zu seinem letzten von 215 Ligaspielen, in denen er sieben Tore erzielt hatte, für RWE und wurde kurz vor Schluss für Manfred Ostendorf ausgewechselt.
Koch kehrte anschließend zu Schwarz-Weiß Essen zurück, wo er noch drei Jahre in der Oberliga Nordrhein auflief.